# Parc d'État de Trail of Tears
Le parc d'État de Trail of Tears (en anglais : Trail of Tears State Park) est une réserve naturelle située dans l'État du Missouri aux États-Unis.